# 폭동 진압

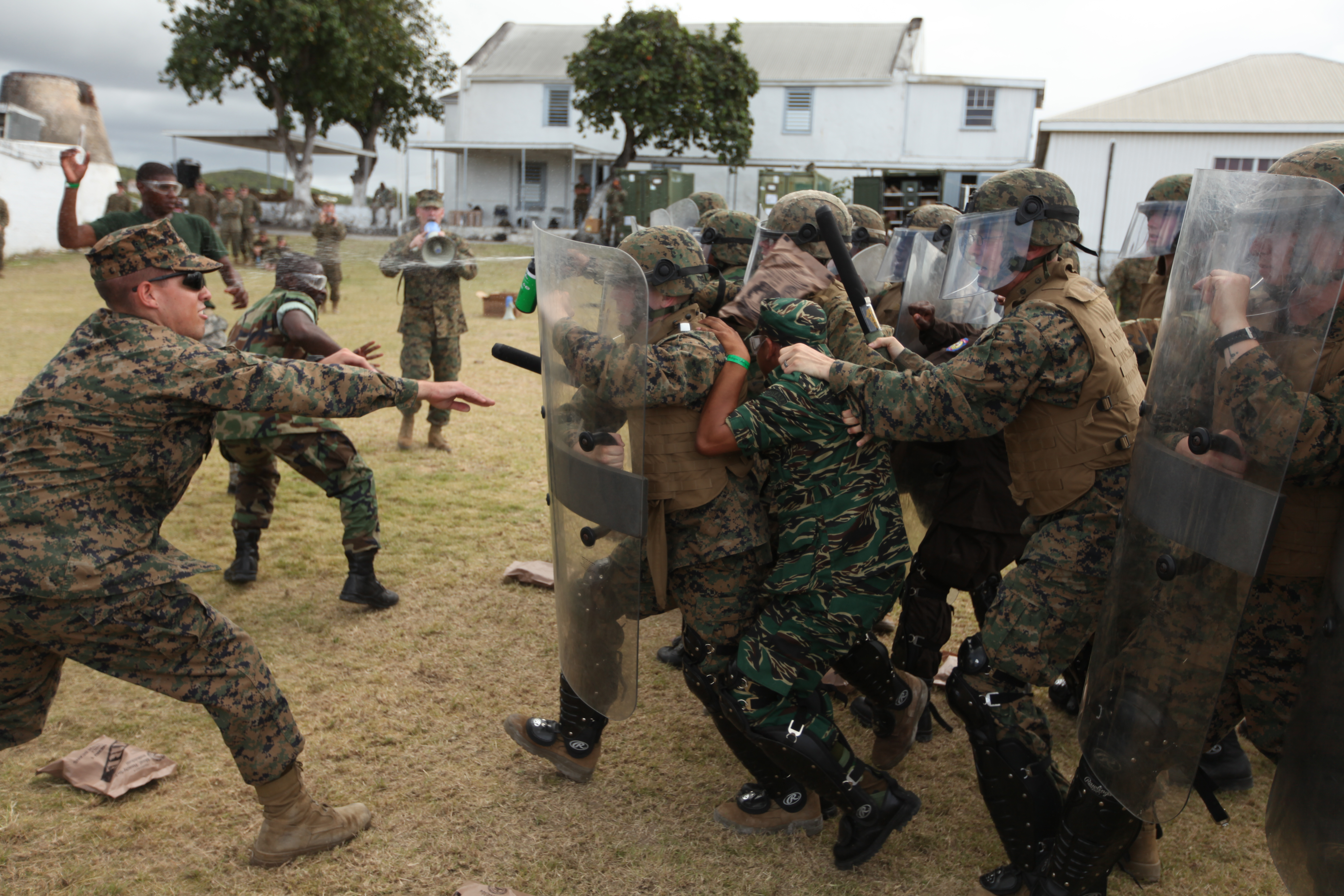
2011년 폭동 진압 훈련 중 충돌하는 미국 해병대와 카리브해 군인

폭동 진압 조치는 법집행 기관, 군대, 준군사조직 또는 보안군이 폭동, 불법 집회 또는 불법 시위에 연루된 사람들을 통제, 해산, 체포하는 데 사용된다.
폭동이 자연스럽고 비합리적이라면, 사람들을 잠시 멈추고 생각하게 만드는 행동(예: 큰 소리를 내거나 차분한 어조로 지시를 내리는 것)만으로도 폭동을 멈추기에 충분할 수 있다. 그러나 이러한 방법은 정당한 원인으로 심한 분노가 발생하거나 폭동이 계획되거나 조직된 경우에는 대개 실패한다. 폭동 진압 요원들은 군중을 해산시키고 폭도들을 구금하기 위해 오랫동안 곤봉이나 채찍과 같은 덜 살상적인 무기를 사용해 왔다. 1980년대부터 폭동 진압 경찰관들은 최루탄, 후추 스프레이, 고무탄, 섬광 수류탄, 전기 테이저건도 사용했다. 어떤 경우에는 폭동 진압대가 장거리 음향 장치, 물대포, 장갑 전투 차량, 공중 감시, 경찰견 또는 말을 탄 경찰을 사용할 수도 있다. 폭동 진압을 수행하는 사람은 일반적으로 폭동 헬멧, 안면 가리개, 방탄복(조끼, 목 보호대, 무릎 보호대 등), 방독면, 진압 방패 등의 보호 장비를 착용한다. 폭동 전술은 군중을 통제하는 데 효과적이지만 폭도와 경찰 모두에게 심각한 심리적 영향을 미칠 수도 있다. 이러한 대결 중에 극심한 공포, 스트레스, 폭력에 노출되면 불안, 외상후 스트레스 장애(PTSD), 공격성 강화 등 장기적인 정신 건강 문제가 발생하여 시위대와 경찰의 안녕에 영향을 미칠 수 있다.
로마 제국의 니카 반란, 보스턴 학살, 헤이마켓 학살, 바나나 학살, 1956년 헝가리 혁명, 켄트 주립 대학교 총격사건, 소웨토 항쟁, 샤프빌 학살, 멘디올라 학살, 피의 일요일 (1905년), 폰세 학살, 리오 피에드라스 학살, 피의 일요일 (1972년), 1989년 천안문 광장 시위, 2017년 베네수엘라 시위, 2018~2019 가자 국경 시위, 시민권 개정법 시위, 2022년 스리랑카 시위, 2022년 카자흐 시위와 마흐사 아미니 시위 등 시위나 폭동을 폭력적으로 진압하기 위해 살상무기를 사용하는 사례가 있었다.